# Terebellides lineata
Terebellides lineata är en ringmaskart som beskrevs av Imajima och Williams 1985. Terebellides lineata ingår i släktet Terebellides och familjen Trichobranchidae. Inga underarter finns listade i Catalogue of Life.